# Jan Killar
Jan Killar (ur. 24 czerwca 1884 w Jurowcach, zm. 20 lutego 1939 w Sanoku) – polski nauczyciel, działacz społeczny.

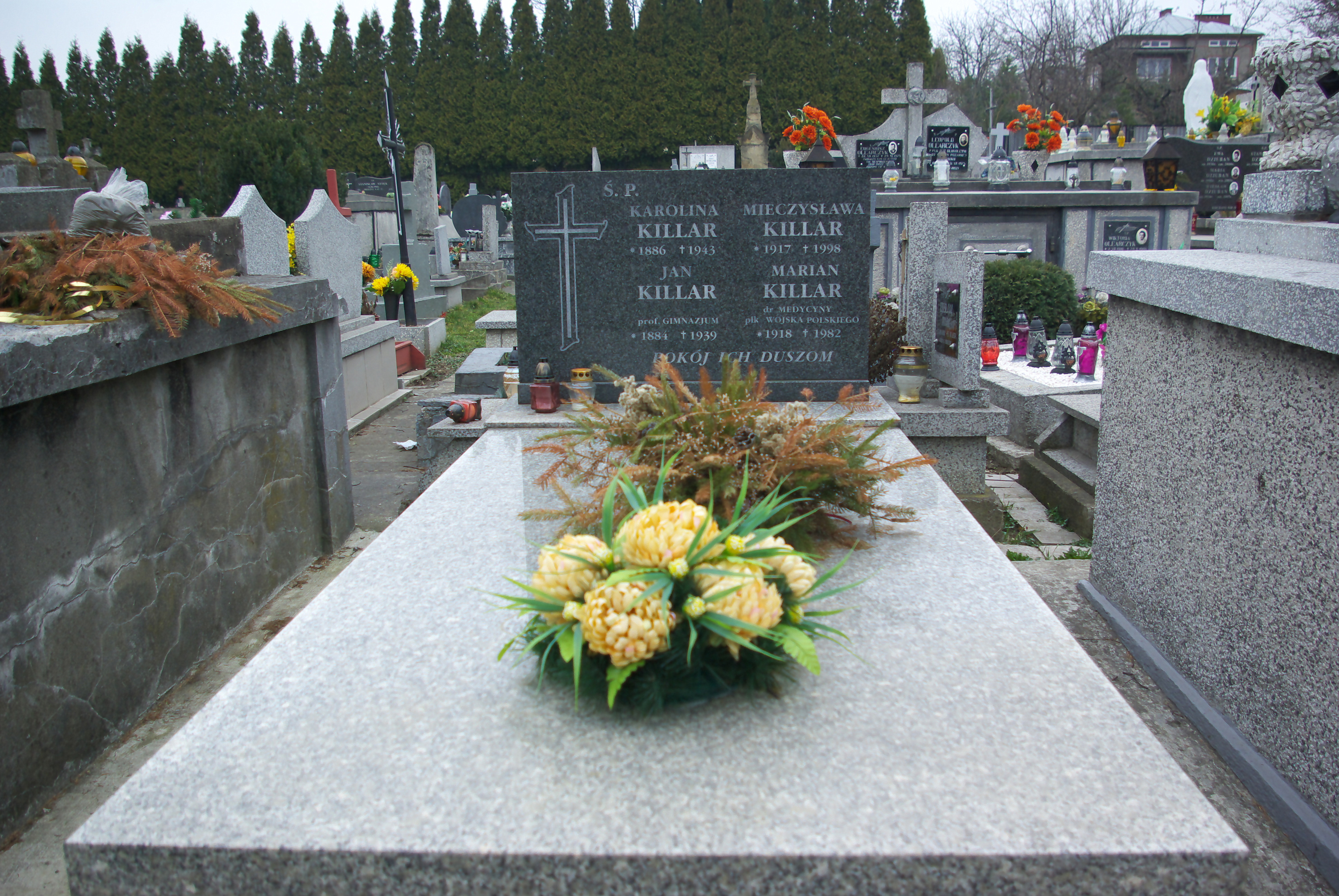
Grobowiec Killarów w Sanoku

## Życiorys
Jan Killar urodził się 24 czerwca 1884 w Jurowcach pod Sanokiem. Był synem Leopolda, rządcy w pobliskich Kostarowcach. W 1903 zdał egzamin dojrzałości w C.K. Gimnazjum w Sanoku (w jego klasie byli m.in. Jan Rajchel, Franciszek Wanic, Władysław Żarski). Jako student filozofii w 1904 był członkiem Komitetu Młodzieży Polskiej w Sanoku. Studiował filologię germańską na Wydziale Filozoficznym Uniwersytetu Lwowskiego oraz na Uniwersytecie Wiedeńskim.
Został nauczycielem. Zdał egzamin na nauczyciela języka niemieckiego (i filologii klasycznej jako przedmiotu pobocznego) w szkole średniej. Od września 1907 został mianowany przez C.K. Radę Szkolną Krajową zastępcą nauczyciela w C.K. I Gimnazjum w Tarnopolu. W roku szkolnym 1908/1909 pracował jako zastępcą nauczyciela w C.K. Gimnazyum II z językiem wykładowym polskim w Tarnopolu, uczył języków niemieckiego i greckiego. Jako zastępca nauczyciela latem 1910 został przeniesiony z II Gimnazjum w Tarnopolu do C.K. Gimnazjum w Stryju. W 1918 był profesorem C.K. Państwowej Szkoły Realnej w Rawie Ruskiej z polskim językiem wykładowym. Stamtąd rozporządzeniem Rady Szkolnej Krajowej z 26 września 1919 jako profesor z Rawy Ruskiej przydzielony do Gimnazjum w Samborze, został przeniesiony do Gimnazjum Męskiego w Sanoku. W sanockim gimnazjum na przełomie lat 20./30. uczył języka polskiego, języka łacińskiego, języka greckiego, języka niemieckiego, historii, kaligrafii. Wśród uczniów gimnazjum zyskał przydomek „Jasiu”. Od września 1923 uczył w gimnazjum w zniżonej liczbie godzin w związku z odjęciem kierownictwa seminarium żeńskiego miejskiego w Sanoku. Urlopowany z posady profesora gimnazjalnego został powołany na stanowisko dyrektora Miejskiego Prywatnego Seminarium Nauczycielskiego Żeńskiego w Sanoku, które sprawował od 1923 do 1929 (szkoła działała w budynku późniejszego II Liceum Ogólnokształcącego im. Marii Skłodowskiej-Curie w Sanoku). Rozporządzeniem Kuratorium Okręgu Szkolnego Lwowskiego z 21 września 1933 otrzymał urlop zdrowotny od 14 września do 14 grudnia 1933. Rozporządzeniem KOSL z 9 stycznia 1934 został zaszeregowany do grup VII w zawodzie, a rozporządzeniem KOSL z 24 lutego 1934 został przeniesiony w stan spoczynku.
Działał społecznie. Należał do wielu organizacji i towarzystw w Sanoku, regularnie brał udział w wydarzeniach i akcjach narodowych w mieście. Był wieloletnim sympatykiem, aktywistą i członkiem (1920, 1921, 1922, 1924, lata. 30), a od 1927 do 1936 był prezesem sanockiego gniazda Polskiego Towarzystwa Gimnastycznego „Sokół” (ze stanowiska ustąpił z uwagi na stan zdrowia). Był działaczem koła Towarzystwa Szkoły Ludowej w Sanoku, pod koniec lat 30. został jego prezesem. Został działaczem Towarzystwa Nauczycieli Szkół Wyższych, a po przekształceniu Towarzystwa Nauczycieli Szkół Średnich i Wyższych, w którym był zastępcą członków z prowincji zarządu okręgowego we Lwowie. Zaangażował się w ruch endecji, był przewodniczącym koła endeckiego w Sanoku, działającego przy ulicy Zamkowej. W latach 20. był członkiem zarządu ekspozytury powiatowej w Sanoku Polskiego Towarzystwa Opieki nad Grobami Bohaterów. W 1931 był jednym z reprezentantów gminy Posada Olchowska w komisjach, które miały prowadzić rozmowy w Wydziale Powiatowym w sprawie przyłączenia gminy do miasta Sanoka.
Hobbystycznie kolekcjonował stare monety. Zamieszkiwał w domu przy ulicy Rymanowskiej w Sanoku pod Górą Parkową. Postać Jana Killara została uwieczniona w rzeźbie drewnianej autorstwa sanockiego artysty i oficera, Józefa Sitarza.
Zmarł 20 lutego 1939 w Sanoku. Został pochowany w grobowcu rodzinnym na cmentarzu przy ul. Rymanowskiej w Sanoku.
Jego żoną była Karolina (1886-1943). Ich dziećmi byli Mieczysława (1917-1998) i Marian (1918-1982, lekarz i oficer).
Podczas uroczystości 130-lecia gniazda TG „Sokół” w Sanoku 29 czerwca 2019 na gmachu tegoż została odsłonięta tablica upamiętniająca 10 działaczy zasłużonych dla organizacji sokolej i Sanoka, w tym Jana Killara.